# Wunmi Mosaku

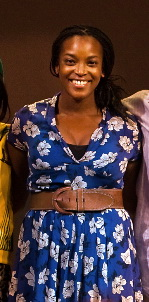
Wunmi Mosaku in London (2010)

Wunmi Mosaku (* 31. Juli 1986 in Zaria als Oluwunmi Olapeju Mosaku) ist eine nigerianisch-britische Schauspielerin.

## Leben und Karriere
Mosaku wuchs bei ihrer Mutter Irene Mosaku und den zwei älteren Schwestern Iyiola Mosaku und Kunbi Mosaku in Chorlton, South Manchester auf. Sie schloss 2007 den Bachelor of Arts an der Londoner Royal Academy of Dramatic Art ab.
Mosaku gab ihr Schauspieldebüt 2006 in dem Drama The Women of Troy, welches direkt auf Video erschien. Ihren ersten Fernsehauftritt hatte sie, ein Jahr später, in der fünften Folge der ersten Staffel von Sold als Feuerwehrfrau. Es folgten Auftritte in den Serien Father & Son, Moses Jones, The Bill, Doctors, Never Better und Gerichtsmediziner Dr. Leo Dalton. 2007 wurde sie als eine der „Super Seven: Fresh Faces“ auf dem Toronto International Film Festival für ihre Rolle in Ich, die Sklavin ausgewählt. 2012 stand sie als Marie im irischen Horror-Drama-Thriller Citadel vor der Kamera.
2018 wurde sie in die Academy of Motion Picture Arts and Sciences berufen, die jährlich die Oscars vergibt.

## Filmografie (Auswahl)
- 2006: The Women of Troy
- 2010: Honeymooner
- 2010: Womb
- 2010: Ich, die Sklavin (I am Slave)
- 2010: Silent Witness (Fernsehserie, 4 Episoden)
- 2011: Body Farm (engl. Krimiserie, 6 Episoden)
- 2011–2012: Vera – Ein ganz spezieller Fall (Vera; Fernsehserie, 5 Episoden)
- 2012: Citadel
- 2013: The Cop – Crime Scene Paris (Jo, Fernsehserie, 8 Episoden)
- 2013: Philomena
- 2014: In the Flesh (Fernsehserie, 6 Episoden)
- 2016: Batman v Superman: Dawn of Justice
- 2016, 2023: Black Mirror (Fernsehserie, 2 Episoden)
- 2016: Scott & Bailey (Fernsehserie, 2 Episoden)
- 2017: The End of the F***ing World (Fernsehserie, 6 Episoden)
- 2018: Leading Lady Parts (Fernsehkurzfilm)
- 2019: Luther (Fernsehserie, 4 Episoden)
- 2019: Temple (Fernsehserie, 4 Episoden)
- 2020: Sweetness in the Belly
- 2020: Lovecraft Country (Fernsehserie, 10 Episoden)
- 2020: His House
- 2021, 2023: Loki (Fernsehserie, 11 Episoden)
- 2022: Call Jane
- 2022: We Own This City (Miniserie, 6 Episoden)
- 2022: Alice, Darling
- 2023: Scavengers Reign (Fernsehserie)
- 2023: Black Mirror (1 Episode)
- 2024: Deadpool & Wolverine
- 2025: Blood & Sinners (Sinners)